# Maja Zebić
Maja Zebić (ur. 31 maja 1982 w Splicie) – chorwacka piłkarka ręczna, reprezentantka kraju, grająca na pozycji lewoskrzydłowej. Obecnie występuje w hiszpańskim Itxako Reyno de Navarra.

## Sukcesy
- mistrzostwo Chorwacji  (2005, 2006, 2007, 2008, 2009, 2010, 2011)
- puchar Chorwacji  (2005, 2006, 2007, 2008, 2009, 2010, 2011)
- Liga Regionalna  (2009)
- Liga Mistrzyń  2014, 2016